# ورزشگاه سری کانتیراوا
ورزشگاه سری کانتیراوا (انگلیسی: Sree Kanteerava Stadium) یک ورزشگاه چند منظوره در بنگالورو، هند است.
این ورزشگاه که در سال ۱۹۹۷ ساخته شده است دارای ۲۴٬۰۰۰ نفر ظرفیت است.

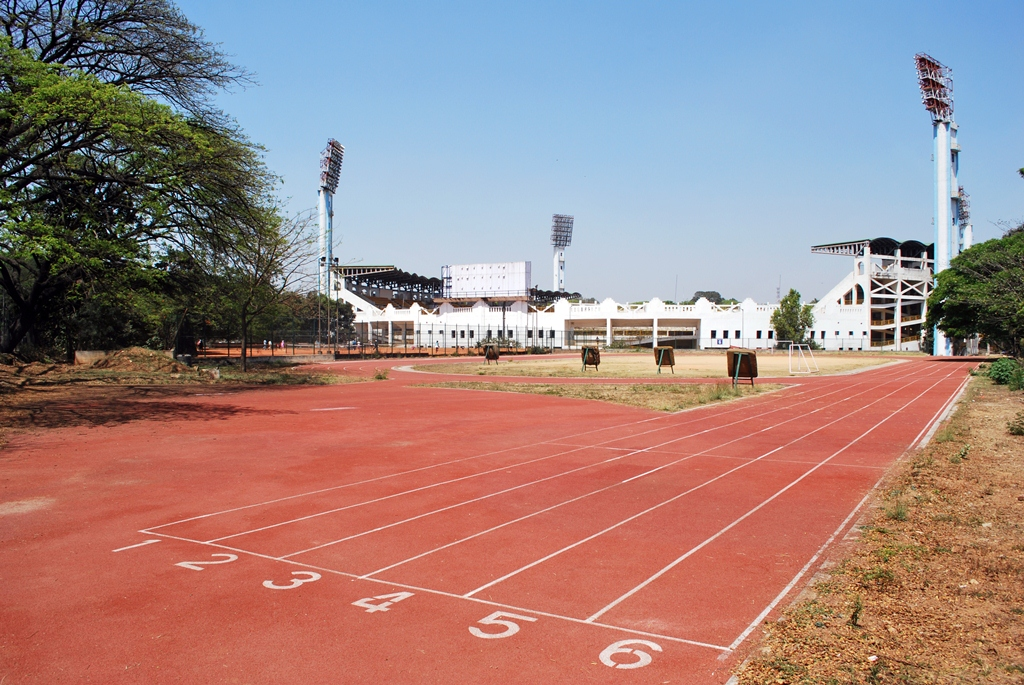
پیست دو و میدانی ورزشگاه